# Gislev
Gislev er en by på det centrale Fyn med 1.238 indbyggere  (2025), beliggende mellem Ringe og Svendborg. Byen befinder sig i Faaborg-Midtfyn Kommune og tilhører Region Syddanmark.
Gislev er hjemsted for Gislev Kirke. Byen er også hjemsted for en skole, Gislev Friskole, desuden også vært for en lille årlig festival (Gislev festivalen) hvor lokale musikere og skoleelever optræder.
Tre Ege Skolen hed tidligere Gislev Central Skole, skolen er i dag lukket. Og Jobcenteret har kursuscenter i bygningerne i dag.
Fra Gislev er der 7 kilometer til Kværndrup og godt 6 kilometer til højskolebyen Ryslinge.